# Юсуф Сарёми
Юсуф Сарёми (в некоторых публикациях указывается как Юсуф Сарёмий) (узб. Yusuf Saryomiy; 1840, Сайрам, Чимкентский уезд, Российская Империя — 1912) — узбекский поэт и художник каллиграф. Считается представителем узбекской литературы второй половины XIX века.

## Биография
Какой-либо полной биографии об этом человеке нет. Однако известно, что он родился в 1840 году в Сайраме (ныне город Казахстана), а свои деньги зарабатывал на изготовлении печатей и каллиграфии.
Учился в медресе Ташкента и Бухары, одному из которых посвятил стихи, такие как «Dar taʼrifi manzari madrasai Bek az Yusuf». Принимал активное участие в литературных движениях Самарканда, Ташкента и Коканда.
За всю свою жизнь поэт публиковал свои стихи в разных сборниках, таких как «Bayoz» (1893), «Armugʻoni Xislat» (1911), «Bayozi Muhallo» (1912), «Bayozi Haziniy» (1912) и других. Один из его учеников, поэт Тавалло, написал биографию своего учителя и опубликовал ряд его стихотворений в сборнике «Devoni Mavlaviy Yusuf Saryomiy» (1914). Некоторые из работ Юсуфа Сарёми хранятся в Институте востоковедения Академии наук Узбекистана и Андижанском музее литературы и искусства.
Юсуф Сарёми скончался в 1912 году.

## Память
- Именем Юсуфа Сарёми носит школа-гимназия в Сайраме[4].